# Campeonato Cabo-Verdiano de Futebol
O Campeonato Cabo-verdiano de Futebol é o principal torneio de futebol de Cabo Verde. A competição é gerenciada pela Federação Caboverdiana de Futebol.